# Microsoft 365

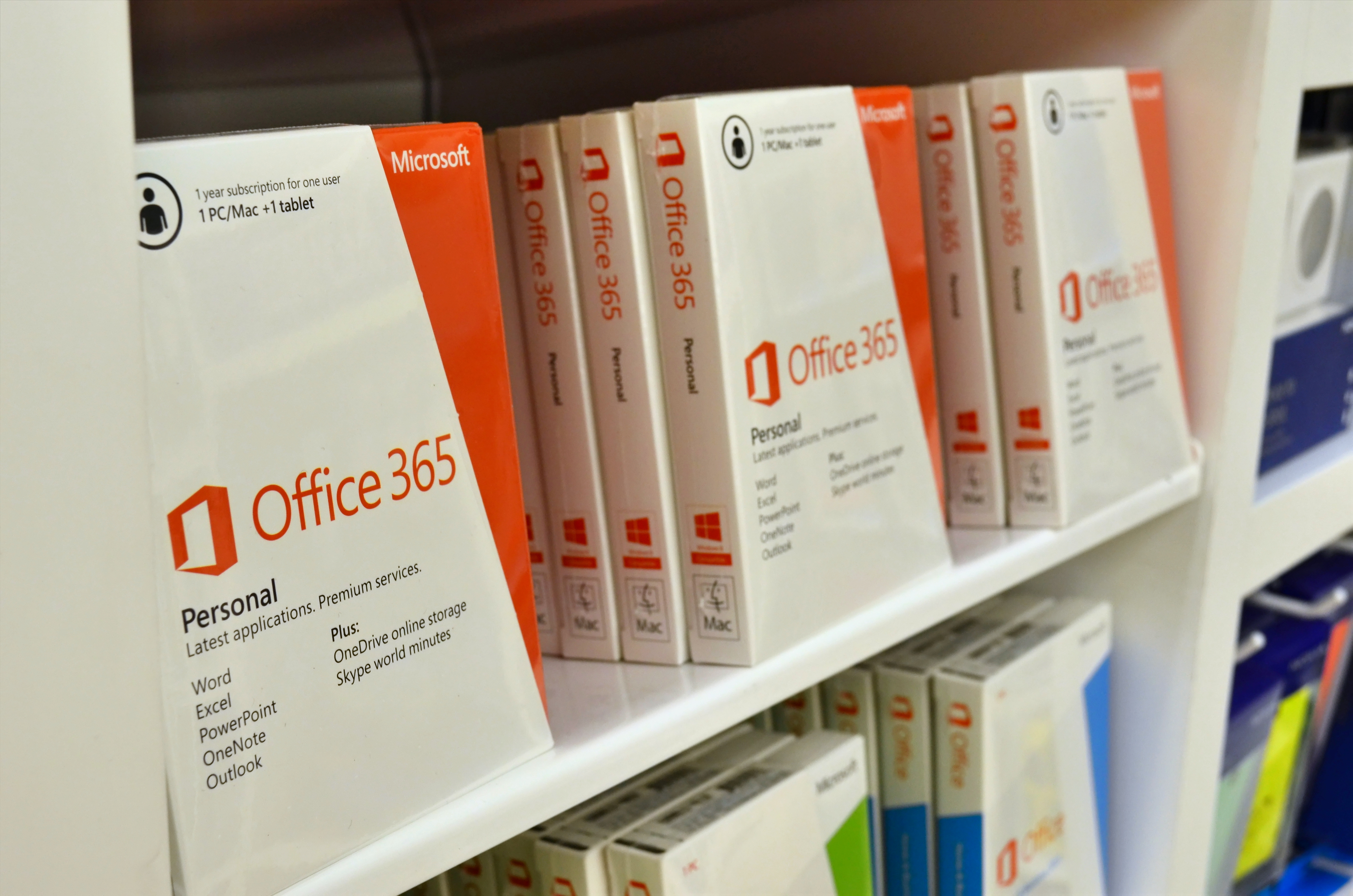
Office 365 零售版本

Microsoft 365 Copilot是微軟建基於舊稱Microsoft Office辦公室套件的雲端辦公室方案，包括免費的線上Office Online、線上會議Microsoft Teams、管理信件的Outlook Web App、建立小組溝通網站的SharePoint Online等。2020年3月31日，微軟宣布將會把Office 365名稱改為Microsoft 365，並推出新的訂閱方案，4月21日，微软正式將Office 365改名为Microsoft 365。但此次改名并不彻底，Office 365 A1/A3/E3/E5 订阅并未受此影响，这三种订阅均为教育版订阅，但现已完全更改。

## 订阅形式
Microsoft 365以收取訂閱月費或年費，取代Microsoft Office 2010及以前版本的單次收費模式。借助Microsoft 365订阅计划，用户可获取完整及全套的Office应用程序：Word、Excel、PowerPoint、OneNote、Outlook、Publisher和Access（Publisher和Access仅支持PC）。可以在多种设备上（包括PC、Mac、Android平板电脑、Android手机、iPad和iPhone）安装Microsoft 365。此外，借助Microsoft 365还可获取各种适合家庭使用的服务（如OneDrive雲端空間）。如果有有效Microsoft 365订阅，即可始终使用最新版本的Office应用程序。

### 所有商務用方案比較
| 標題文字               | 商務版                   | 商務版               | 商務版                   | 企業版                 | 企業版                         | 企業版                 |
| ---------------------- | ------------------------ | -------------------- | ------------------------ | ---------------------- | ------------------------------ | ---------------------- |
| 版本                   | Microsoft 365 商務基本版 | Microsoft 365 商務版 | Microsoft 365 商務進階版 | Microsoft 365企業版 E1 | Microsoft Office 365專業增強版 | Microsoft 365企業版 E3 |
| 同網域使用者上限       | 300                      | 300                  | 300                      | 無上限                 | 無上限                         | 無上限                 |
| 完整安裝版(PC平板手機) | -                        | ✓                    | ✓                        | -                      | ✓                              | ✓                      |
| 企業郵件               | ✓                        | -                    | ✓                        | ✓                      | -                              | ✓                      |

### 收费情况
1年期限的Microsoft 365个人版订阅，2021年時在微软中国的官方商店售价为人民币398元，惟不能用于商业用途；1年期商业订阅则從每使用者432元至1740元不等。相对比Microsoft Office 2016专业版价格则高达2199元，意味着用户需要使用同一版本3年才能与Microsoft 365订阅价格一致，而Microsoft 365更能免费使用最新的版本，且Office更新换代速度亦稳定在3年一版。
2021年時在台灣微軟官方商店個人版訂閱一年為新台幣2190元、一個月為219元，另提供可2至6人共用的家用版，一年3190元、一個月320元；商務版有多個訂閱方案，從每使用者每年1800元起至7200元不等。

### 教育用户收费情况
对于合格的教育用户，Microsoft 提供廉价的订阅服务。任何通过 Microsoft 审批的教育机构均可获得免费的 Office 365 A1 订阅，此订阅包含 OneDrive、Sharepoint、Outlook 以及 Office 365 在线版。教育机构亦可购买其 A3/A5 订阅，价格相较于标准企业版订阅较低。

## 历史

### 作为Office 365
微软于2010年10月首次发布Office 365，从与多个组织的内部测试版开始，到2011年4月进入公开测试版，并于 2011年6月28日正式发布，最初面向企业用户推出，来面对Google类似的服务Google Apps的日益激烈的竞争。
随着Office 2013的发布，Office 365平台的更新版本于2013年2月27日推出，将Office 365扩展为包括针对不同类型企业的新计划，以及针对普通消费者的新计划，包括针对Microsoft量身定制的福利消费者服务，例如OneDrive（与Office 2013集成的主要功能套件）。

### 作为Microsoft 365

2022年10月至2025年1月使用的標誌

Microsoft 365于2017年7月在Microsoft Inspire上首次作为企业订阅产品被推出。
2020年3月30日，微软宣布Office 365的消费者计划将于4月21日更名为Microsoft 365 （微软也将这个品牌用于 Windows、Office 365和安全服务的企业订阅捆绑包），继承现有的Office 365 的消费者计划。

## 云端服务合作计划
对于Microsoft 365，微軟以CSP（Cloud Solution Provider）雲端服務合作計畫，在各區域結合電信公司ISP或Hosting服務商以經銷合作模式推展商務市場。
在台灣，CSP電信公司ISP為中華電信，代理商則為零壹科技，用戶無法選擇由微軟提供的服務。
在中国大陆，Office 365服务CSP合作电信运营商为中国电信，并交由Hosting服务商世纪互联负责运营（两者也是大陆地区Azure云服务的CSP、Hosting服务及运营商），而用户亦有选择由微软运营的服务的权利。